# Eine Maschine (Kurzgeschichte)
Eine Maschine ist eine Kurzgeschichte von Thomas Bernhard. Sie erschien in dem Band Ereignisse.

## Inhalt
Eine Guillotine-artige Maschine schneidet in einer Fabrik Gummimasse in Stücke, welche von Hilfsarbeiterinnen verpackt werden. Nachdem die Maschine mit großem Brimborium der Fabrikleitung übergeben und montiert worden ist, muss sie regelmäßig von einer Arbeiterin gewartet werden, welche dafür bis ins kleinste geschult wird. Als diese unglücklich ausrutscht und von der Maschine geköpft wird, wissen die geschockten Fließbandarbeiterinnen nichts anderes zu tun, als den Mädchenkopf, wie sie es von den Gummistücken gewohnt sind, abzupacken.

## Form und Sprache
Die sprachliche Gestaltung der Kurzprosa ist sachlich gehalten. Dadurch, dass fast alle Hauptsätze mit einem auf die Maschine bezogenen Ausdruck beginnen, entstehen Hypotaxen. Die Maschine wird personifiziert, wohingegen die die Menschen immer mehr den Charakteristika der Maschine entsprechen. Augenmerk der Kurzprosa liegt auf der Idealisierung der Maschine und weniger auf dem tödlichen Unfall der Arbeiterin. Der drastische Stil des Erzählers im letzten Abschnitt steht in Diskrepanz zu dem restlichen Werk, das in einem sachlichen Stil geschrieben ist. Er wird von aggressiv klingenden Wörtern wie "geköpft" (vgl. Z. 16) und "platzt" (vgl. Z. 16) unterbrochen.

## Rezeption
- "Zu groß die Wirkung, zu enorm die Gewalt, die von der Prosa des grimmigen aber auch durchaus humorvollen Österreichers ausgeht, als dass man sich ihr durch schlichtes Ignorieren entziehen könnte."

## Veröffentlichung
- Thomas Bernhard: Ereignisse, Suhrkamp Verlag, Frankfurt am Main 1991, ISBN 3-518-40333-8